# Seongnam
Seongnam (Hán Việt: Thành Nam) là thành phố thuộc tỉnh Gyeonggi, Hàn Quốc. Thành phố có diện tích 141,70 km², dân số là gần 1 triệu người, là thành phố lớn thứ 9 Hàn Quốc. Thành phố nằm ngay phía nam Seoul và thuộc Vùng thủ đô Seoul. Thành phố có 3 quận.

## Các đơn vị hành chính
Thành phố được chia thành   3 gu (quận), tổng cộng có 44 dong (phường)
- Bundang-gu
- Jungwon-gu
- Sujeong-gu

## Thành phố kết nghĩa
Seongnam trở thành thành phố kết nghĩa với:
- Aurora, Hoa Kỳ (1992)
- Piracicaba, Brazil (1986)
- Thẩm Dương, Trung Quốc (1998)
- Thanh Hóa, Việt Nam (2025)